# Roberto di Borgogna
Roberto di Borgogna (1300 – Parigi, settembre 1317) fu  conte di Borgogna e di Chalon.

## Origine
Come ricordato dalla madre nel proprio testamento del 1328, Roberto era l'unico figlio maschio del Signore di Salins, Conte di Chalon e Conte di Borgogna, Ottone IV e dalla futura contessa regnante d'Artois, Matilde di Artois, che secondo le Gesta Philippi Tertii Francorum Regis, era la figlia primogenita del conte d'Artois, Roberto II il Nobile (1250-1302) e della signora di Conches Amici di Courtenay figlia di Pietro di Courtenay (1218 - † 1250), signore di Conches e di Mehun, e di Petronilla di Joigny, come ci conferma la Histoire généalogique de la Maison royale de Courtenay.
Ottone IV di Borgogna, secondo il documento n° LIV del Monumenta Zollerana, datato 1269, era figlio di Ugo di Châlon e della Contessa di Borgogna, Adelaide I, che, come risulta dal documento del contratto di matrimonio stipulato dai genitori, riportato nella Histoire généalogique des Sires de Salins (Besançon), Tome I, era la figlia maggiore del duca d'Andechs e di Merania e Conte consorte di Borgogna, Ottone I d'Andechs e di Merania e della prima moglie, la Contessa di Borgogna, Beatrice II, che era la figlia secondogenita (secondo il Monacho Novi Monasterii Hoiensis Interpolata era l'unica figlia) del Conte di Borgogna e, per un breve periodo anche conte di Lussemburgo, Ottone I e della moglie (il matrimonio viene confermato dal Historiens occidentaux II, Historia Rerum in partibus transmarinis gestarum ("L'estoire de Eracles Empereur et la conqueste de la terre d'Outremer"), Continuator) Margherita di Blois (1170-1230), che, come si apprende dal documento n° XXV degli Archives de la Maison-Dieu de Châteaudun, datato 1183, era figlia del conte di Blois, Châteaudun e Chartres, Tebaldo V e di Alice di Francia, a sua volta figlia del re di Francia Luigi VII e della duchessa d'Aquitania e Guascogna e contessa di Poitiers, Eleonora, come ci conferma la Chronica Albrici Monachi Trium Fontium.

## Biografia
Nel 1302, alla morte di suo nonno, il conte d'Artois, Roberto II il Nobile, alla Battaglia di Courtrai, a causa della morte prematura dei due suoi zii (fratelli di Matilde), Roberto ancora bambino, nel 1272, e Filippo, nel 1298, la contea d'Artois, venne contesa tra sua madre, Matilde, ed il nipote, ancora minorenne, Roberto, figlio di Filippo, che rivendicava il feudo, in quanto discendente della linea maschile. Ebbe la meglio Matilde.
Nel 1303 rimase orfano di padre. Infatti Ottone IV morì il 7 marzo 1303, a Melun, a seguito delle ferite riportate nella battaglia di Cassel, del 5 dicembre 1302, a seguito della spedizione voluta dal re di Francia, Filippo il Bello, di cui Ottone IV era a capo, in quanto come nuovo conte d'Artois dovette combattere contro le truppe dei fiamminghi, del Principato vescovile di Liegi.
Roberto succedette al padre, divenendo conte all'età di 3 anni, avendo come tutore la madre, Mahaut, che dovette far fronte, tra il 1314 e il 1315, alle sollevazioni della piccola noviltà di Artois e di Borgogna, schierandosi con il sovrano di Francia, Filippo IV il Bello e, dopo la sua morte, con Luigi X l'Attaccabrighe.
Nel frattempo, sua madre, Matilde, donna energica e determinata, si era dovuta difendere nei processi di fronte alla corte di Parigi, contro suo nipote Roberto III d'Artois, che continuava a rivendicare la contea. Nonostante le rivendicazioni del parente, i diritti di Mahaut sullo Staterello furono confermati, in due processi successivi, nel 1308 e, dato che i nobili dell'Artois, nel 1314, si erano ribellati appoggiando il nipote, fu accusata di atti criminali, ma fu confermata nella contea, nel 1317.
Roberto morì, a Parigi, nel settembre 1315, all'età di circa 17 anni e fu tumulato nella Chiesa dei Cordiglieri, come ci viene confermato dalla Chronique parisienne anonyme du XIVe siècle.
Gli succedette la sorella Giovanna, moglie di Filippo il Lungo, futuro re di Francia e fratello del re di Francia, Luigi X l'Attaccabrighe.

## Discendenza
Di Roberto non si conosce nessuna discendenza.

## Ascendenza
|                        |                    |                         | Genitori              |  |  | Nonni |  |  | Bisnonni           |  |  | Trisnonni              |  |
|                        |                    |                         |                       |  |  |       |  |  | Giovanni d'Auxonne |  |  | Sterfano III d'Auxonne |  |
|                        |                    |                         |                       |  |  |       |  |  | Giovanni d'Auxonne |  |  | Sterfano III d'Auxonne |  |
|                        |                    | Beatrice di Chalon      |                       |  |  |       |  |  | Giovanni d'Auxonne |  |  |                        |  |
| Ugo di Châlon          |                    |                         |                       |  |  |       |  |  | Giovanni d'Auxonne |  |  |                        |  |
|                        |                    | Matilde di Borgogna     | Ugo III di Borgogna   |  |  |       |  |  |                    |  |  |                        |  |
|                        |                    | Matilde di Borgogna     | Ugo III di Borgogna   |  |  |       |  |  |                    |  |  |                        |  |
|                        |                    | Matilde di Borgogna     | Beatrice d'Albon      |  |  |       |  |  |                    |  |  |                        |  |
| Ottone IV di Borgogna  |                    | Matilde di Borgogna     |                       |  |  |       |  |  |                    |  |  |                        |  |
|                        |                    | Ottone II di Borgogna   | Bertoldo IV d'Andechs |  |  |       |  |  |                    |  |  |                        |  |
|                        |                    | Ottone II di Borgogna   | Bertoldo IV d'Andechs |  |  |       |  |  |                    |  |  |                        |  |
|                        |                    | Ottone II di Borgogna   | Agnese di Rochlitz    |  |  |       |  |  |                    |  |  |                        |  |
| Adelaide I di Borgogna |                    | Ottone II di Borgogna   |                       |  |  |       |  |  |                    |  |  |                        |  |
|                        |                    | Beatrice II di Borgogna | Ottone I di Borgogna  |  |  |       |  |  |                    |  |  |                        |  |
|                        |                    | Beatrice II di Borgogna | Ottone I di Borgogna  |  |  |       |  |  |                    |  |  |                        |  |
|                        |                    | Beatrice II di Borgogna | Margherita di Blois   |  |  |       |  |  |                    |  |  |                        |  |
| Roberto di Borgogna    |                    | Beatrice II di Borgogna |                       |  |  |       |  |  |                    |  |  |                        |  |
|                        | Roberto I d'Artois | Luigi VIII di Francia   |                       |  |  |       |  |  |                    |  |  |                        |  |
|                        | Roberto I d'Artois | Luigi VIII di Francia   |                       |  |  |       |  |  |                    |  |  |                        |  |
|                        | Roberto I d'Artois | Bianca di Castiglia     |                       |  |  |       |  |  |                    |  |  |                        |  |
| Roberto II d'Artois    | Roberto I d'Artois |                         |                       |  |  |       |  |  |                    |  |  |                        |  |
|                        |                    | Matilde di Brabante     | Enrico II di Brabante |  |  |       |  |  |                    |  |  |                        |  |
|                        |                    | Matilde di Brabante     | Enrico II di Brabante |  |  |       |  |  |                    |  |  |                        |  |
|                        |                    | Matilde di Brabante     | Maria di Svevia       |  |  |       |  |  |                    |  |  |                        |  |
| Matilde d'Artois       |                    | Matilde di Brabante     |                       |  |  |       |  |  |                    |  |  |                        |  |
|                        |                    | Pietro di Courtenay     | Roberto di Courtenay  |  |  |       |  |  |                    |  |  |                        |  |
|                        |                    | Pietro di Courtenay     | Roberto di Courtenay  |  |  |       |  |  |                    |  |  |                        |  |
|                        |                    | Pietro di Courtenay     | Matilde di Mehun      |  |  |       |  |  |                    |  |  |                        |  |
| Amicie di Courtenay    |                    | Pietro di Courtenay     |                       |  |  |       |  |  |                    |  |  |                        |  |
|                        |                    | Petronilla di Joigny    | Gualtiero di Joigny   |  |  |       |  |  |                    |  |  |                        |  |
|                        |                    | Petronilla di Joigny    | Gualtiero di Joigny   |  |  |       |  |  |                    |  |  |                        |  |
|                        |                    | Petronilla di Joigny    | Alice di Montmorency  |  |  |       |  |  |                    |  |  |                        |  |
|                        |                    | Petronilla di Joigny    |                       |  |  |       |  |  |                    |  |  |                        |  |

### Fonti primarie
- (LA)  Monumenta Germaniae Historica, Scriptores, tomus XXIII.
- (FR)  Recueil des historiens des croisades. Historiens occidentaux. Tome II.
- (LA)  Recueil des historiens des Gaules et de la France. Tome 20.
- (LA)  Archives de la Maison-Dieu de Châteaudun.
- (LA)  Monumenta Zollerana.
- (LA)  Histoire généalogique des Sires de Salins, Tome I.
- (FR)  Diplomatum Belgicorum nova collectio, sive supplementum ad opera diplomatica Auberti Miræi (Brussels), Tome IV.
- (LA)  Histoire généalogique de la Maison royale de Courtenay.

### Letteratura storiografica
- Hilda Johnstone, "Francia: gli ultimi Capetingi", cap. XV, vol. VI (Declino dell'impero e del papato e sviluppo degli stati nazionali) della Storia del Mondo Medievale, 1980, pp. 569–607.
- Paul Fournier, "Il regno di Borgogna o d'Arles dal XI al XV secolo", cap. XI, vol. VII (L'autunno del Medioevo e la nascita del mondo moderno) della Storia del Mondo Medievale, 1981, pp. 383–410.
- Henry Pirenne, "I Paesi Bassi", cap. XII, vol. VII (L'autunno del Medioevo e la nascita del mondo moderno) della Storia del Mondo Medievale, 1981, pp. 411–444.
- (FR)  Chronique parisienne anonyme du XIVe siècle.